# Květa Novotná
Květa Novotná (1. 7. 1950, Praha – 11. 2. 2015, Praha) byla přední česká klavíristka a hudební pedagožka. Hrála sólově doma i v zahraničí a spolupracovala s významnými orchestry, byla velmi žádanou spoluhráčkou při provádění různorodého koncertního i komorního repertoáru.

## Život
Květa Novotná začala na klavír hrát v pěti letech. Tato záliba jí přivedla ke studiu na Pražské konzervatoři ve třídě Aleny Polákové. V roce 1972 byla přijata na Akademii múzických umění v Praze (AMU) do třídy profesora Františka Raucha. AMU absolvovala sólovým recitálem a koncertem Es durFerence Liszta ve spolupráci se Symfonickým orchestrem hlavního města Prahy FOK. Během studie se zúčastnila kurzů v Zürichu u Gézy Anda, který jí věnoval zvláštní cenu za nejlepší provedení Schumannových skladeb.
Od roku 1977 až do roku 1995 působila pedagogicky na AMU v Praze a komorní hudbě se věnovala od roku 1985 zejména v Adamusově triu, jehož byla zakládající členkou. Pedagogicky působila taktéž na kurzech ve Švédsku a Finsku.
Během své kariéry vystupovala s řadou významných orchestrů, jednalo se například o Symfonický orchestr hl. m. Prahy FOK, Českou filharmonii, kde vystupovala v rámci Komorního spolku. Podnikla turné po Španělsku, kde se představila jako sólistka se Sukovým komorním orchestrem. S Josefem Sukem natočila CD slavných přídavků a účinkovala s ním v Salcburku na festivalovém koncertu. Vyjma toho vystupovala i v Dánsku, Švýcarsku, Itálii, Francii, Německu či Chorvatsku.
Pro Český rozhlas nahrála bezpočet skladeb jako sólistka i jako partnerka předních českých umělců.

## Diskografie
- Robert Schumann: Abegg-Variationen, Papillons, Davidsbündlertänze, Toccata (vydal Panton 1989)
- Adamusovo trio: Bach, Telemann, Haydn, Brahms, Viklický (vydal Bonton 1990)
- Schumann: Sonata g-moll, Novelletten (vydal Panton 1992)
- Adamus trio: Telemann – 6 suit (vydal GZ Loděnice 1993)
- Antonín Dvořák: Silhouettes, Humoresques, Suite (vydal MPAC1993)
- Schumann: Kinderszenen, Faschingsschwang aus Wien, Waldszenen (vydal Monitor 1994)
- Slavné přídavky (vydal Vampola 1994)
- Adamusovo trio: Haydn, Mozart, Schumann (vydal GZ Loděnice 1995)
- Adamus Trio: Haydn, Mozart, Schumann, Odstrčil (vydal GZ Loděnice 1995)
- Barokní hobojové sonáty (vydal LOTUS 1997)
- Telemann, Schumann, Pasculi, Eben, Viklický (vydal AMC 1998)
- Georg Philipp Telemann: Partity pro hoboj a cemballo (vydal GZ Loděnice 2001)

## Ocenění
Květa Novotná patřila mezi nejúspěšnější české klavíristy své doby v domácích i zahraničních soutěžích. Na Smetanově klavírní soutěži v Litomyšli získala v roce 1968 třetí místo a stejného umístění dosáhla v roce 1973 v soutěži Pražského jara. Obdržela v témže roce i cenu primátora hlavního města Prahy za nejlepší československý výkon. Ocenění se jí dostalo také v zahraničí na soutěži v italském Bolzanu a Neapoli v rámci Casellovo soutěže, či v německém Zwickau.